# Jules de Hemptinne

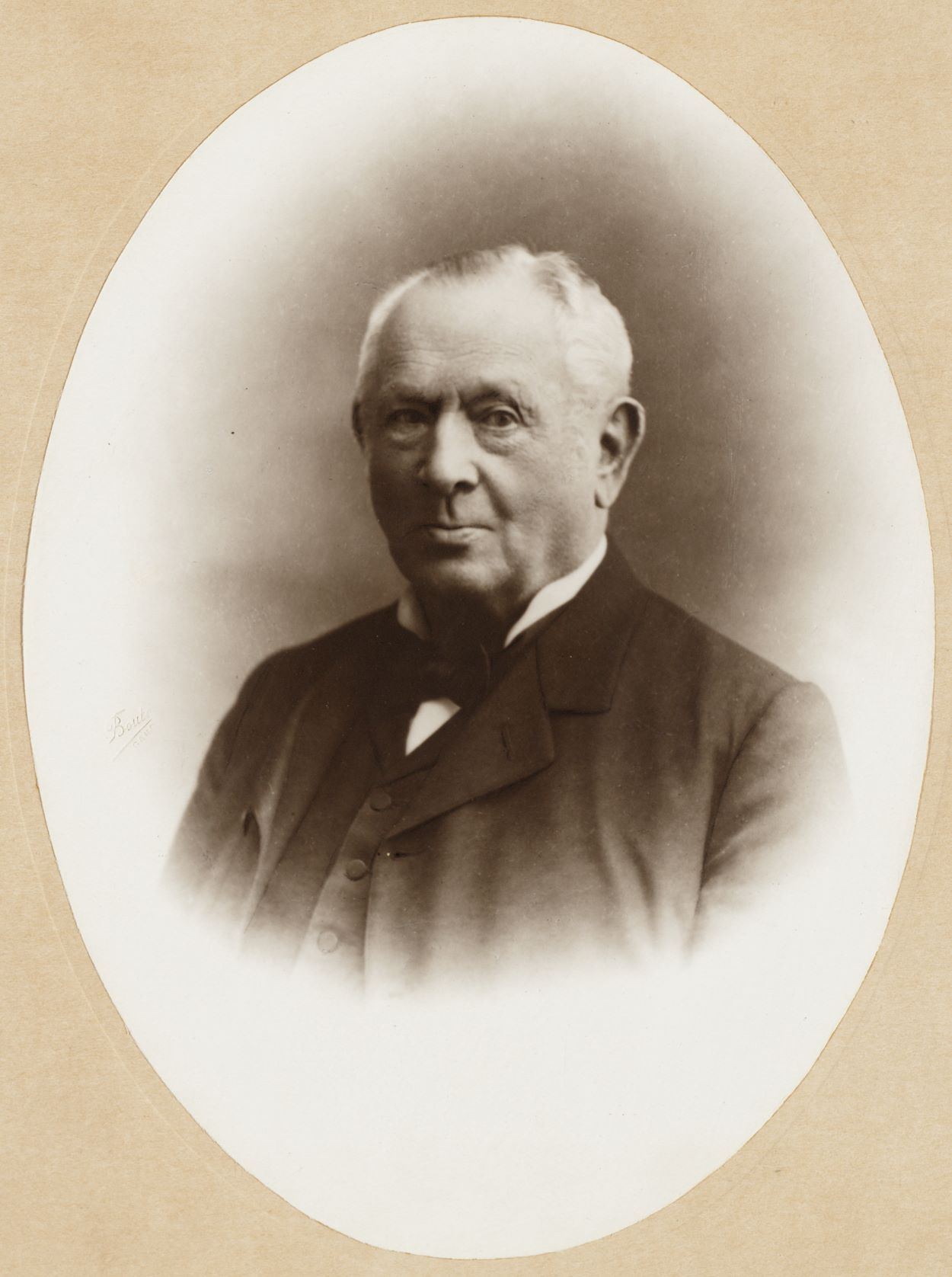
Portret van Jules de Hemptinne

Jules Felix Joseph de Hemptinne (Gent, 4 juli 1825 - 17 januari 1922) was een Belgisch industrieel en volksvertegenwoordiger.

## Levensloop
Jules was een zoon van de katoenindustrieel en bestendig afgevaardigde van de provincie Oost-Vlaanderen Felix-Joseph de Hemptinne, en van Henriette Lousbergs. Hij trouwde met Leonie de Smet de Naeyer en ze kregen acht kinderen. 
Zijn broers Charles de Hemptinne en Joseph de Hemptinne, en in iets mindere mate hijzelf, staan aan de oorsprong van een overtalrijk nageslacht.

## Politiek
De Hemptinne begon zijn politieke loopbaan als gemeenteraadslid van Gent, wat hij bleef tot in 1872.
In juni 1878 werd hij verkozen tot liberaal volksvertegenwoordiger voor het arrondissement Gent en vervulde dit mandaat tot in 1886. In tegenstelling tot zijn broer Joseph die sterk aansloot bij de katholieke partij en vooral bij het ultramontanisme en bij de katholieke caritatieve werken, behoorde Jules de Hemptinne, samen met zijn broer Charles, tot de Gentse liberale prominenten.
Behoren tot de liberale partij verhinderde niet dat Jules de Hemptinne veel katholieke goede werken ondersteunde:
- hij was voorzitter van het Sint-Vincentius-genootschap,
- hij schonk de grond waarop de parochiekerk Sint-Jozef werd gebouwd aan het Rabot.

In 1846 werd de roeivereniging Société des Régates Gantoises gesticht en de jonge Jules de Hemptinne werd er de voorzitter van. 

## Industrieel

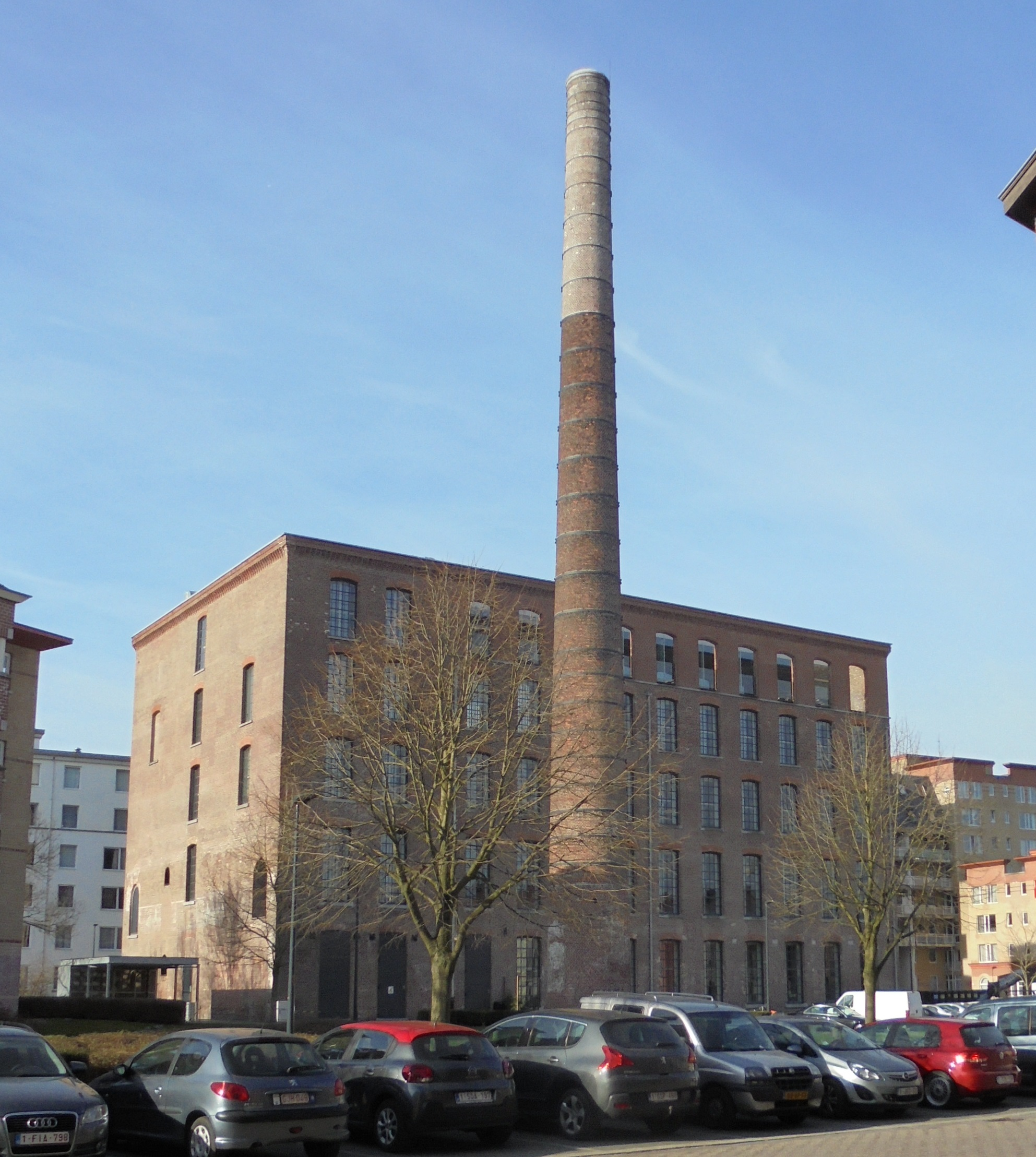
Het Manchestergebouw Filature Jules de Hemptinne

De Hemptinne stond, met zijn broers, aan de leiding van de familiebedrijven NV F. Lousbergs voor de Katoenspinnerij en voor de Weverij (van de kant van hun moeder) en de S.A. de la Lys (gesticht door hun vader).
Aan de zijde van zijn vrouw werd hij medestichter van de NV Florida. 

In 1853 bouwde Jules de Hemptinne een typische "Filature à étages" en een van de mooiste voorbeelden van een Manchestergebouw in Gent. Rond 1919-1920 werd het bedrijf opgenomen in het UCO-consortium.

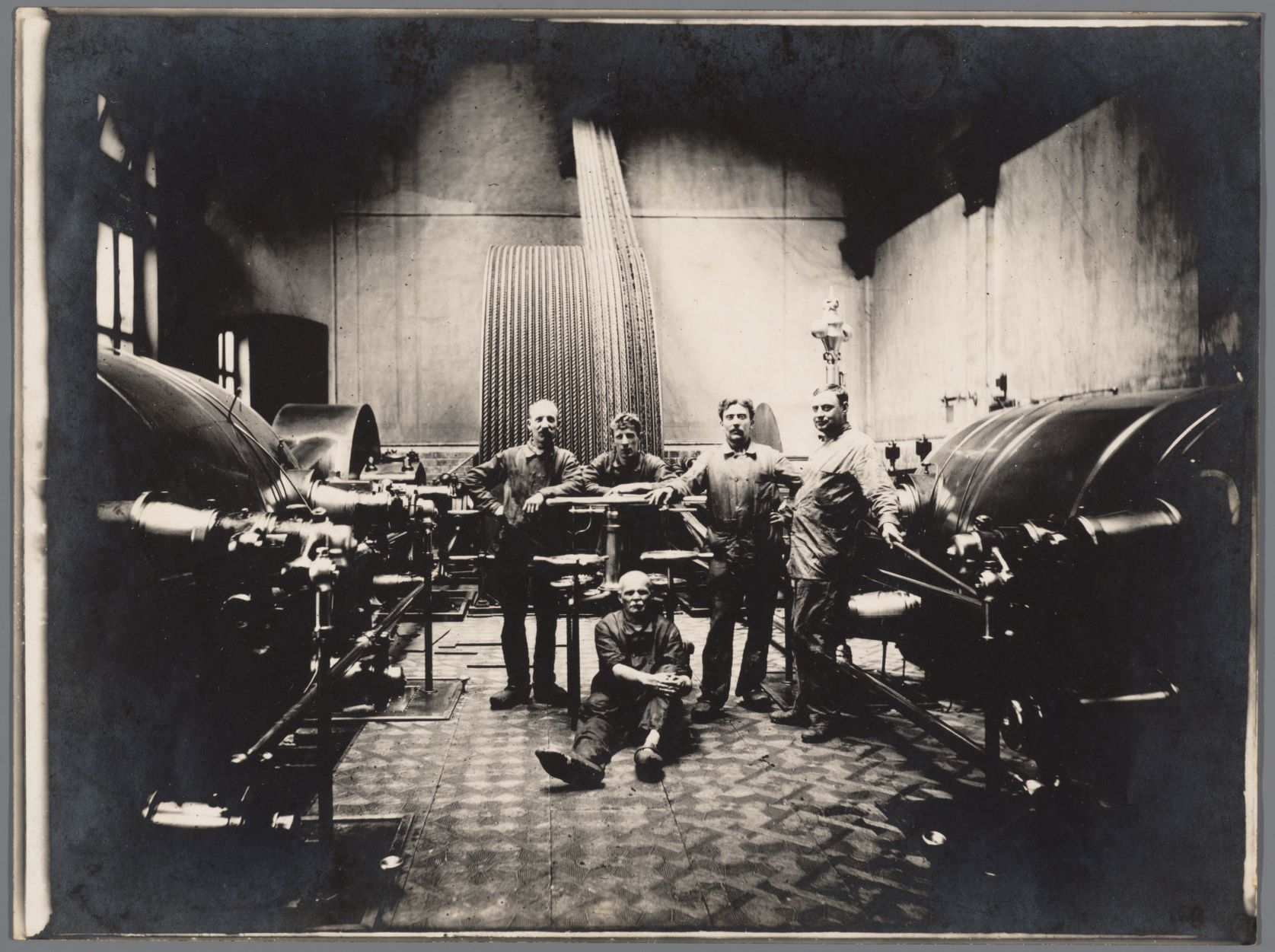
Machinezaal van de textielfabriek Lousbergs
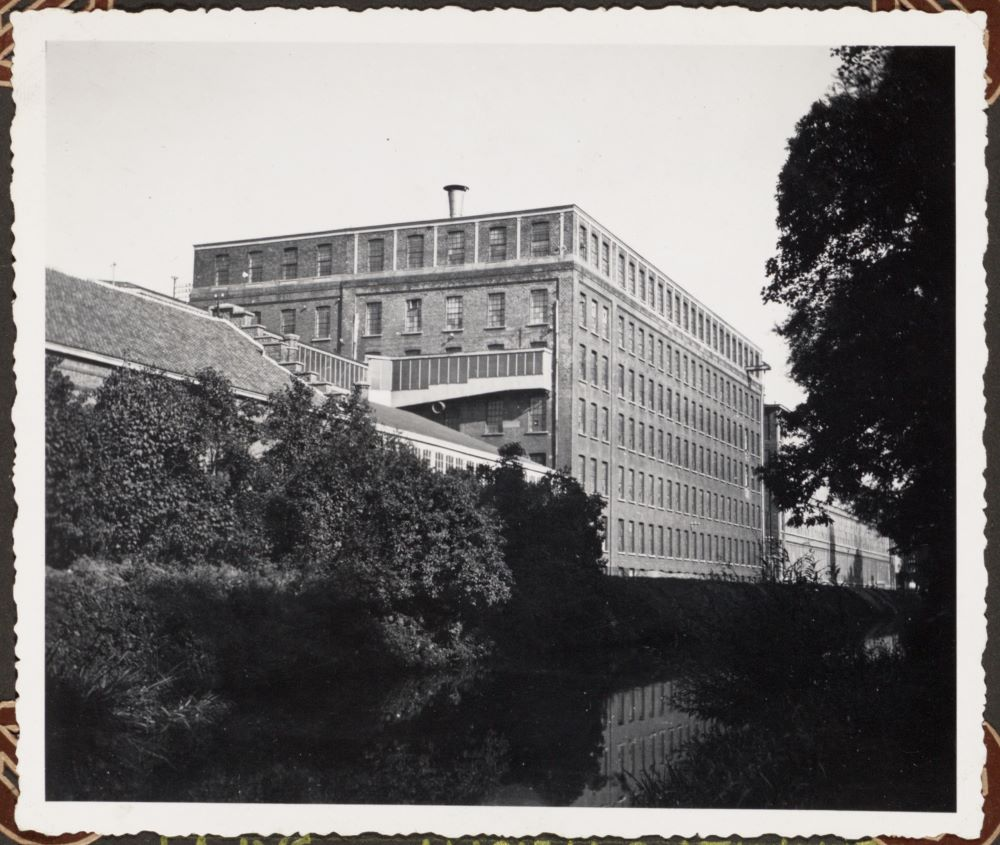
Buitenzicht textielfabriek La Lys
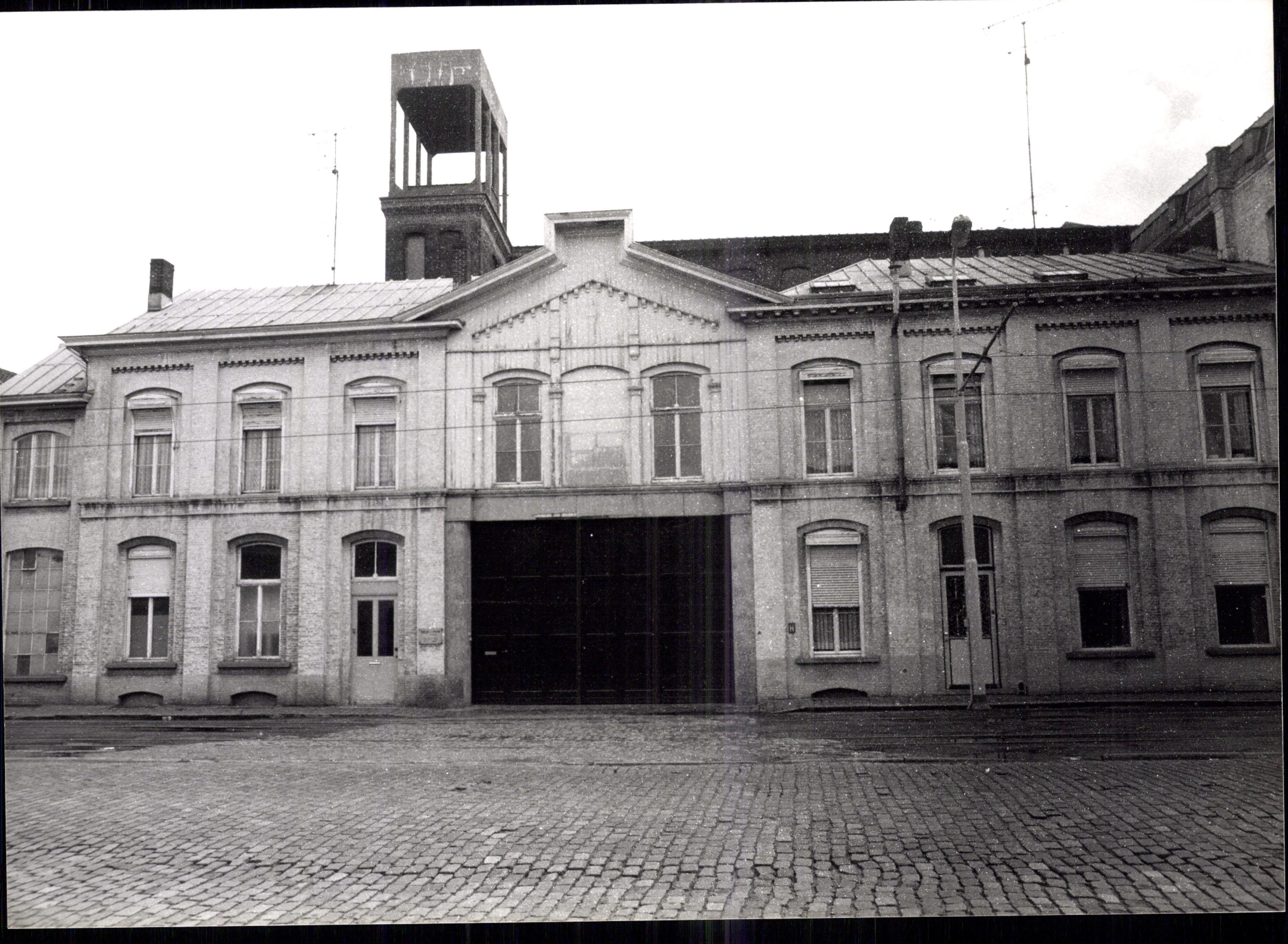